# Liste d'élections nationales en 2017
Chronologie des élections
- 2013
- 2014
- 2015
- 2016
- 2017
- 2018
- 2019
- 2020
- 2021

Cette liste recense les élections organisées durant l'année 2017. Elle inclut les élections législatives et présidentielles nationales dans les États souverains, ainsi que les référendums.

## Commentaires généraux
En France, le centriste libéral Emmanuel Macron remporte l'élection présidentielle en mai, le candidat de la majorité socialiste sortante ayant été éliminé au premier tour. La République en marche !, parti du nouveau président, remporte ensuite les élections législatives en juin. Au Royaume-Uni, la Première ministre conservatrice Theresa May perd sa majorité parlementaire lors d'élections anticipées en juin, et ne peut désormais gouverner qu'avec l'appui de la droite unioniste nord-irlandaise. En Allemagne, les élections législatives en septembre ne produisent pas de majorité claire, avec un net recul des deux principaux partis (le CDU/CSU à droite, et le SPD à gauche). Ce n'est que début 2018 que les deux principaux partis s'accordent à renouveler leur coalition, permettant à Angela Merkel (CDU) d'entamer un quatrième mandat comme chancelière. Au Japon, la droite conserve le pouvoir à l'issue des élections législatives en octobre, et Shinzo Abe demeure premier ministre.
En Espagne, les autorités régionales de Catalogne organisent en octobre un référendum d'indépendance illégal, dont les autorités espagnoles tentent d'entraver le déroulement. À son issue, le Parlement de Catalogne déclare l'indépendance, non reconnue par la communauté internationale et dénuée de réalité effective.
En Équateur, la gauche conserve la présidence de la République après le second et dernier mandat de Rafael Correa : Lenín Moreno remporte l'élection présidentielle en avril. En Serbie, la droite pro-européenne conserve la présidence avec la victoire d'Aleksandar Vučić à l'élection du mois d'avril. En Autriche, les élections législatives en octobre aboutissent à un gouvernement de coalition de droite (ÖVP) et d'extrême-droite (FPÖ), dirigé par le jeune chancelier conservateur Sebastian Kurz. Aux Tonga, les citoyens désavouent la décision du roi Tupou VI de limoger le Premier ministre démocrate ʻAkilisi Pohiva, en confiant pour la première fois une majorité absolue des sièges aux démocrates lors des élections législatives anticipées en novembre. Au Népal en décembre, l'opposition communiste remporte largement les premières élections législatives organisées sous la nouvelle constitution, mettant un terme à la longue transition ayant transformée la monarchie unitaire en une république fédérale.
En Iran, le conservateur modéré Hassan Rouhani est réélu président en mai, à l'issue d'une élection à laquelle seuls les candidats approuvés par le Conseil des Gardiens (clercs) pouvaient concourir. En Turquie, le président Recep Erdoğan s'arroge des pouvoirs accrus, notamment vis-à-vis du Parlement, au moyen d'un référendum en avril. Au Venezuela, l'opposition boycotte l'élection d'une assemblée constituante en juillet, et la campagne électorale est entachée de violences, aggravant la crise politique dans le pays. Au Kenya, l'élection présidentielle en août, entachée également de violences, est invalidée par la Cour suprême et reprogrammée en octobre. Boycottée par le principal candidat d'opposition, elle est alors remportée par le président sortant, le conservateur Uhuru Kenyatta. Au Honduras, les affrontements entre manifestants et forces de l'ordre font plusieurs morts après les élections présidentielle et législatives contestées en novembre, qui ont vu le maintien au pouvoir de la droite.
Des semblants d'élections ont également lieu dans des États non-démocratiques. Au Turkménistan en février, le dictateur Gurbanguly Berdimuhamedow est formellement réélu président pour un nouveau mandat de sept ans, avec près de 98 % des voix face à des candidats de figuration, acquis au régime. Au Rwanda, une candidature d'opposition est tolérée pour la première fois pour l'élection présidentielle en août, mais n'inquiète pas le régime autoritaire du président Paul Kagame, réélu avec près de 99 % des voix. En Guinée équatoriale, le parti du dictateur Teodoro Obiang conserve tous les sièges sauf un lors des élections législatives en novembre. En Gambie à l'inverse, le parti du dictateur déchu Yahya Jammeh perd largement les élections législatives en avril, confortant la transition démocratique dans ce petit État d'Afrique de l'ouest.

Carte du monde indiquant les pays organisant des élections ou des référendums nationaux :
Présidentielle
Législatives
Présidentielle et législatives
Référendum
Présidentielle et référendum
Législatives et référendum
Présidentielle, législatives et référendum
Judiciaires
Législatives et judiciaires
Constituantes
Constituantes et référendum

## Par mois

### Janvier
| Date       | Pays    | Élections    | Contexte | Résultats |
| ---------- | ------- | ------------ | --- | --- |
| 23 janvier | Tokelau | Législatives | Les Tokelau sont un territoire autonome sous souveraineté néo-zélandaise. Il n'existe pas de partis politiques. Tous les candidats se présentent donc sans étiquette. | Les électeurs renouvellent leur confiance envers le gouvernement, avec la réélection d'une partie des dirigeants sortants. Siopili Perez devient ulu-o-Tokelau (chef du gouvernement). |
| 29 janvier | Haïti   | Sénatoriales | 2d tour. | Sénat sans majorité. Le PHTK (libéral, centre-droit), parti du président Jovenel Moïse, y dispose d'une majorité relative.                                                             |

### Février
| Date       | Pays                                | Élections                                 | Contexte | Résultats |
| ---------- | ----------------------------------- | ----------------------------------------- | --- | --- |
| 5 février  | Liechtenstein                       | Législatives                              | | Le Parti progressiste des citoyens (droite) du chef de gouvernement Adrian Hasler est en léger recul avec 35,2 % des suffrages et 9 sièges sur 25, mais reste le 1er parti au Landtag. L'Union patriotique (centre droit) arrive deuxième avec 33,7 % et 8 sièges. Les deux partis renouvellent ainsi leur coalition. |
| 8 février  | Somalie                             | Présidentielle                            | Élection indirecte par le parlement fédéral à la suite des législatives de 2016. | Alternance. Mohamed Abdullahi Mohamed du Tayo est élu au second tour face au président sortant Hassan Sheikh Mohamoud. |
| 12 février | Allemagne                           | Présidentielle                            | Scrutin indirect (élu par l'Assemblée fédérale, composée à parts égales des députés du Bundestag et de délégués des Länder). | Frank-Walter Steinmeier du Parti social-démocrate (centre gauche), est élu avec plus de 80 % des voix au 1er tour. |
| 12 février | Suisse                              | Référendums                               | Trois référendums sont soumis à la votation. | Les référendums sur la naturalisation facilitée et la création d’un fonds pour les routes sont approuvés à 60,4 % et 61,9 % respectivement. Celui portant sur une réforme de l’imposition des entreprises est rejeté par 59,1 % des votants.                                                                          |
| 12 février | Turkménistan                        | Présidentielle                            | Le Turkménistan n'est généralement pas considéré comme une démocratie. Officiellement, ce scrutin est la première élection multipartite de l'histoire du pays, mettant fin au régime du parti unique. En réalité, les observateurs estiment que les autres partis ne sont qu'une façade créée par le régime. | Gurbanguly Berdimuhamedow (Parti démocratique : nationaliste, laïc, autoritaire), au pouvoir depuis 2006, est réélu dès le premier tour avec 97,7 % des voix, face à huit candidats de figuration. |
| 17 février | Îles Marshall                       | Constituantes                             | Porte sur l'élection d'une assemblée constituante. | Les travaux de l'assemblée élue sont soumis à référendum le 20 novembre 2023. |
| 19 février | Équateur                            | Législatives et présidentielle Référendum | 1er tour de l'élection présidentielle. Le président en exercice, Rafael Correa, n'est pas candidat à sa réélection. Le référendum propose d'interdire aux fonctionnaires de faire des placements dans un paradis fiscal.                                                                                     | Ballotage à la présidentielle. Aux élections législatives, la coalition Alianza País (gauche et centre-gauche) conserve la majorité absolue des sièges. Le référendum est approuvé par 55 % des votants. |
| 20 février | Haut-Karabagh (Arménie/Azerbaïdjan) | Référendum constitutionnel                | La population est amenée à se prononcer sur une nouvelle constitution proposée par le président Bako Sahakian. Depuis son indépendance unilatérale de l'Azerbaïdjan en 1991, le Haut-Karabagh n'est pas reconnu par la communauté internationale.                                                            | La proposition est approuvée par plus de 87 % des votants. |

### Mars
| Date          | Pays                              | Élections                                 | Contexte | Résultats |
| ------------- | --------------------------------- | ----------------------------------------- | --- | --- |
| 2 mars        | Irlande du Nord (Royaume-Uni)     | Législatives                              | Élections anticipées. L'Irlande du Nord est une nation constitutive autonome du Royaume-Uni. En vertu de l'accord du Vendredi Saint, le principal parti unioniste et le principal parti nationaliste doivent gouverner ensemble, malgré leurs très grandes divergences. | Assemblée sans majorité. Le Parti unioniste démocrate (conservateur, unioniste, protestant) conserve la majorité relative des sièges, mais est talonné par le parti Sinn Féin (gauche, nationaliste), qui progresse nettement. Le 26 mars, le Sinn Féin refuse de participer au gouvernement, rendant impossible la constitution d'un exécutif. Le pays n'a pas de gouvernement avant un accord survenu en janvier 2020. |
| 7 mars        | États fédérés de Micronésie       | Législatives et Référendum constitutionne | Il n'existe pas de partis politiques aux États fédérés de Micronésie. Tous les candidats se présentent donc sans étiquette. Les citoyens sont invités à approuver par référendum une proposition autorisant la double nationalité.                                      | Huit des dix députés sortants sont réélus. Échec du référendum. La proposition est approuvée par 71 % des votants, mais échoue à atteindre les 75 % nécessaires dans au moins trois des quatre États. |
| 12 et 26 mars | Abkhazie (Géorgie)                | Législatives                              | Depuis son indépendance unilatérale de la Géorgie en 1992, l'Abkhazie n'est pas reconnue par la communauté internationale, à l'exception de la Russie et d'un petit nombre de pays.                                                                                     | Le FUNA (pro gouvernement) remporte trois sièges et le parti Ainar (opposition) un seul. Les trente autres sièges sont remportés par des candidats sans étiquette. Beslan Bartsits (sans étiquette) demeure premier ministre. La Géorgie déclare considérer ces élections illégales. |
| 13 mars       | Hongrie                           | Présidentielle                            | Scrutin indirect par les membres de l'Assemblée nationale. | János Áder, soutenu par le Fidesz (droite national-conservatrice) et le KDNP (droite chrétienne), est réélu au second tour avec 77 % des voix. |
| 15 mars       | Pays-Bas                          | Législatives                              | | Parlement sans majorité. Le VVD (centre-droit, libéral-conservateur) recule mais demeure nettement en tête, avec plus d'un cinquième des sièges. Le Parti travailliste, jusque-là second, et membre de la coalition sortante, perd les trois quarts de ses sièges et termine septième. Le Parti pour la liberté (droite populiste, nationaliste et néolibérale) arrive deuxième, devançant d'un seul siège deux partis centristes. Les discussions pour la formation d'un gouvernement aboutissent après un record de 208 jours de crise à une coalition entre le VVD, le CDA, les D66, et l'Union chrétienne. |
| 19 et 26 mars | Saint-Martin (France)             | Territoriales                             | Collectivité d'outre-mer française. | Aline Hanson, présidente sortante, est éliminée dès le premier tour. Ballottage entre les listes de Daniel Gibbs, Louis Mussington et Alain Richardson. Victoire au second tour de Daniel Gibbs avec 64,3 % des voix. |
| 19 mars       | Saint-Pierre-et-Miquelon (France) | Territoriales                             | Collectivité d'outre-mer française. | La liste du président sortant, Stéphane Artano, arrive en tête avec la majorité absolue des voix (70,17 %). |
| 19 mars       | Saint-Barthélemy (France)         | Territoriales                             | Collectivité d'outre-mer française. | La liste du président sortant, Bruno Magras, arrive en tête avec la majorité absolue des voix (53,65 %). |
| 20 mars       | Timor oriental                    | Présidentielle                            | | Francisco Guterres (Fretilin : gauche), candidat malheureux à la présidentielle de 2012, est cette fois ci élu dès le premier tour avec 57,1 % des voix. |
| 26 mars       | Bulgarie                          | Législatives                              | Élections anticipées à la suite de la démission du premier ministre de centre droit Boïko Borissov, après la victoire à la présidentielle du candidat de l'opposition socialiste Roumen Radev, et l'échec des tentatives de formation d'une nouvelle coalition.         | Parlement sans majorité. Le GERB (conservateur, chrétien-démocrate) conserve la majorité relative des sièges. Son partenaire de coalition le Bloc réformateur (centre-droit) n'atteint pas le seuil de 4 % des voix nécessaire, et perd ainsi tous ses sièges. Forte percée de la Coalition pour la Bulgarie (gauche, pro russe) et montée de celle des Patriotes unis (nationalistes). Boiko Borissov conserve la fonction de Premier ministre à la tête d'une coalition GERB-Patriotes unis, le 4 mai suivant.                                                                                               |
| 26 mars       | Wallis-et-Futuna (France)         | Territoriales                             | Collectivité d'outre-mer française. | 19 listes se partagent les 20 sièges de l'assemblée, qui connaît un important renouvellement avec 9 nouveaux élus. |
| 26 mars       | Hong Kong (Chine)                 | Chef de l’exécutif                        | Élection indirecte par un collège électoral. Hong Kong est une région administrative spéciale de Chine. | Carrie Lam, indépendante et pro-Pékin, est élue avec 66,81 % des voix. |
| 26 mars       | Sarre (Allemagne)                 | Régionales                                | Land allemand | Victoire de la CDU et du SPD qui reconduisent leur grande coalition. |

### Avril
| Date      | Pays                            | Élections                    | Contexte | Résultats |
| --------- | ------------------------------- | ---------------------------- | --- | --- |
| 1er avril | Birmanie                        | Législatives partielles      | | La Ligue des nationalités Shan pour la démocratie remporte quelques sièges supplémentaires au détriment de la Ligue nationale pour la démocratie. |
| 2 avril   | Arménie                         | Législatives                 | Le nombre de sièges à l'Assemblée nationale a été réduit en vue de ces élections, et le mode de scrutin proportionnel a été adopté pour tous les sièges. Une réforme constitutionnelle a introduit une république parlementaire, en lieu et place du régime présidentiel existant jusque lors. L'Union européenne se dit inquiète par les accusations d'intimidation, de corruption électorale, et d'utilisation de ressources publiques pour favoriser les partis au pouvoir. L'OSCE et Transparency International rapportent des cas de corruption électorale. | Victoire du Parti républicain (droite national-conservatrice), au pouvoir, qui frôle la majorité absolue des voix et obtient 55 sièges sur 101, rendant inutile un second tour. Karen Karapetian (Parti républicain) demeure premier ministre. |
| 2 avril   | Équateur                        | Présidentielle               | 2d tour | Lenín Moreno (Alianza País : alliance de partis de gauche) est élu avec 51,2 % des voix, face à Guillermo Lasso (Alliance pour le changement : coalition de partis du centre et du centre-droit, libéraux). |
| 2 avril   | Serbie                          | Présidentielle               | | Aleksandar Vučić (Parti progressiste : droite national-conservatrice et pro-européenne ; soutenu par le Parti socialiste et les autres partis de la coalition au pouvoir), Premier ministre sortant, l'emporte dès le premier tour avec 55,7 % des voix, face à dix autres candidats.                                                                      |
| 6 avril   | Gambie                          | Législatives                 | Ce scrutin fait suite à l'élection présidentielle de décembre 2016, remportée à la surprise générale par le candidat d'opposition Adama Barrow, mettant ainsi fin à vingt-deux ans de dictature. | Alternance. Le Parti démocratique unifié (social-démocrate), qui soutient le nouveau président, remporte une majorité absolue des sièges. |
| 9 avril   | Ossétie du Sud-Alanie (Géorgie) | Présidentielle et référendum | Depuis son indépendance unilatérale de la Géorgie en 1992, l'Ossétie du Sud n'est pas reconnu par la communauté internationale, à l'exception de la Russie et d'un petit nombre de pays. Le référendum propose que le nom du pays devienne « Ossétie-du-Sud-Alanie ». | Alternance. Anatoli Bibilov (Ossétie unie : droite) l'emporte dès le premier tour avec 54,8 % des voix devant le président sortant Leonid Tibilov (sans étiquette ; 33,7 %) et Alan Gagloyev (10,2 %). Victoire du Oui au référendum avec 79,5 % des voix contre 20,5 % pour le Non.                                                                       |
| 16 avril  | Turquie                         | Référendum constitutionnel   | Les citoyens sont invités à approuver une nouvelle Constitution qui accroîtrait de manière significative les pouvoirs du président de la République, et plus généralement de l'exécutif vis-à-vis du Parlement. | Le référendum est approuvé par 51,34 % des voix. |
| 23 avril  | France                          | Présidentielle               | 1er tour | Quatre candidats terminent nettement en tête, avec des résultats proches. Emmanuel Macron (En marche !) et Marine Le Pen (Front national) se qualifient pour le second tour, talonnés par François Fillon (Les Républicains) et Jean-Luc Mélenchon (La France insoumise). Le candidat du Parti socialiste au pouvoir, Benoît Hamon, termine loin derrière. |
| 28 avril  | Curaçao (Pays-Bas)              | Législatives                 | Élections anticipées, dues à la dislocation du gouvernement de coalition. Curaçao est un État constitutif du Royaume des Pays-Bas. | Parlement sans majorité. Alternance. Le Parti de la vraie alternative (centriste, libéral) arrive en tête avec 23,3 % et six sièges sur 21. Eugene Rhuggenaath (PVA) devient premier ministre. |

### Mai
| Date   | Pays                                    | Élections      | Contexte | Résultats |
| ------ | --------------------------------------- | -------------- | --- | --- |
| 4 mai  | Algérie                                 | Législatives   | | Le Front de libération nationale (FLN : nationaliste, islamique, centre-gauche) et son allié le Rassemblement national démocratique (RND : libéralisme islamique, centre-droit) conservent ensemble la majorité absolue des sièges, malgré un net recul du FLN. L'abstention est particulièrement élevée, 64,6 % des inscrits n'ayant pas voté. Abdelmadjid Tebboune devient premier ministre. |
| 6 mai  | Niue                                    | Législatives   | Il n'existe pas de partis politiques à Niue. Tous les candidats se présentent donc sans étiquette. | La grande majorité des députés sortants sont réélus. Sir Toke Talagi demeure premier ministre, entamant un quatrième mandat de trois ans. |
| 7 mai  | France                                  | Présidentielle | 2d tour. Le candidat du Parti socialiste au pouvoir, Benoît Hamon, a été éliminé au premier tour. Pour la première fois sous la Cinquième République, le candidat de la droite, François Fillon (Les Républicains), n'est pas non plus qualifié pour le second tour.                       | Alternance. Emmanuel Macron (En marche ! : centriste, libéral, pro-européen) est élu avec 66,1 % des voix face à Marine Le Pen (Front national : extrême-droite, eurosceptique). |
| 7 mai  | Schleswig-Holstein (Allemagne)          | Régionales     | Land allemand. | Assemblée sans majorité. Le gouvernement de la « coalition tricolore » de centre-gauche (SPD, Verts et SSW) perd sa courte majorité absolue des sièges, tout en conservant la majorité relative devant le parti CDU (conservateur), en hausse de deux points. Le parti AfD (eurosceptique) entre pour la première fois au parlement du land. |
| 9 mai  | Corée du Sud                            | Présidentielle | La présidente Park Geun-hye ayant été destituée le 10 mars à la suite du scandale Choi Soon-sil, l'élection initialement prévue pour le 20 décembre est avancée afin d'avoir lieu dans les soixante jours suivant la vacance du pouvoir, dans le cadre de l'article 68 de la constitution. | Alternance. Moon Jae-in (Parti démocrate : social-libéral) est élu avec 41,2 % des voix, devant quatre autres candidats dont Hong Jun-pyo (Parti de la liberté : conservateur et néo-libéral, parti de l'ancienne présidente Park). |
| 9 mai  | Colombie-Britannique (Canada)           | Régionales     | Province du Canada. | Le Parti libéral (centre droit) sort affaibli des élections puisqu'il perd sa majorité absolue, acquise en 2001 et obtient 43 députés. Le principal parti de l'opposition (NPD, centre gauche) reste derrière avec 41 députés. Le 3e parti représenté au parlement, le parti vert avec 3 députés est donc celui qui décidera du parti qui sera au pouvoir. Le 29 juin, ce dernier participe au vote d'une mention de censure du gouvernement, avant de soutenir un nouveau gouvernement NPD avec John Horgan pour premier ministre. |
| 10 mai | Bahamas                                 | Législatives   | | Alternance. Victoire écrasante du Mouvement national libre (centre-droit) qui remporte l'élection avec 35 sièges sur 39. Hubert Minnis devient premier ministre, succédant à Perry Christie (Parti libéral progressiste : centre-gauche). |
| 14 mai | Rhénanie-du-Nord-Westphalie (Allemagne) | Régionales     | Land allemand. | La CDU (centre droit) sort victorieuse avec une nette hausse avec 33 % des suffrages. La coalition SPD-Grünen est largement défaite, perdant ainsi leur majorité absolue. |
| 19 mai | Iran                                    | Présidentielle | Seuls les candidats approuvés par le Conseil des gardiens de la Constitution (majoritairement composé de clercs) sont autorisés à se présenter. | Hassan Rouhani (Parti de la modération et du développement : conservateur modéré, soutenu par beaucoup de réformistes) est réélu dès le premier tour avec 58,1 % des voix, face à trois autres candidats dont notamment le conservateur Ebrahim Raïssi (Association du clergé militant). |
| 21 mai | Suisse                                  | Référendum     | Référendum facultatif portant sur une loi fédérale sur l’énergie. Les citoyens sont invités à se prononcer sur une loi visant à remplacer petit à petit l'usage d'énergie nucléaire par des énergies renouvelables.                                                                        | La proposition est approuvée par 58,2 % des votants. |
| 24 mai | Îles Caïmans (Royaume-Uni)              | Législatives   | Territoire autonome du Royaume-Uni. | Le Mouvement populaire du progrès arrive de nouveau en tête avec 7 sièges, mais en perd deux par rapport à 2013. Le scrutin est marqué par de nombreuses victoires de candidats indépendants qui totalisent 9 sièges sur 19. Alden McLaughlin (MPP) demeure premier ministre. |

### Juin
| Date          | Pays                    | Élections                | Contexte | Résultats |
| ------------- | ----------------------- | ------------------------ | --- | --- |
| 3 juin        | Lesotho                 | Législatives             | Élections anticipées à la suite d'une motion de censure à l'encontre du gouvernement du Premier ministre Pakalitha Mosisili. | Parlement sans majorité. Alternance. Le parti d'opposition Convention de tous les Lésothiens (ABC) remporte une majorité relative des sièges avec quarante-huit sièges sur 120. Le parti Congrès démocratique, au pouvoir, perd plus du tiers de ses sièges. L'ABC forme un gouvernement de coalition avec trois autres partis ; Tom Thabane (ABC) devient premier ministre. Le 15 juin, son épouse Lipolelo, dont il est séparé, est assassinée dans la rue lors d'une attaque non-revendiquée.                                   |
| 3 juin        | Malte                   | Législatives             | Élections anticipées. Le premier ministre Joseph Muscat avance ces élections prévues initialement pour 2018, à la suite d'un scandale financier touchant son épouse et révélé par les « Panama Papers ». | Le Parti travailliste (centre-gauche) conserve la majorité absolue des sièges. Joseph Muscat demeure premier ministre. |
| 8 juin        | Royaume-Uni             | Législatives             | Élections anticipées. La première ministre Theresa May organise ces élections avant leur échéance normale de 2020 afin d'assurer à son parti une majorité plus étendue dans le cadre du Brexit. | Parlement sans majorité. Le Parti conservateur perd sa majorité absolue des sièges, tout en conservant la majorité relative. La première ministre Theresa May (conservatrice) forme un gouvernement minoritaire avec l'appui du Parti unioniste démocrate (parti nord-irlandais ; droite protestante, eurosceptique et unioniste). |
| 11 et 18 juin | France                  | Législatives             | Ces élections font suite à l'élection présidentielle en avril et mai. | Alternance. Le parti La République en marche ! (centriste, libéral, pro-européen), parti du nouveau président de la République Emmanuel Macron, remporte la majorité absolue des sièges. Le taux d'abstention atteint toutefois un record, à 57,4 %. Édouard Philippe (parti Les Républicains : droite) demeure premier ministre à la tête d'un gouvernement associant des personnalités de la REM et du MoDem (centriste) ainsi que des dissidents du parti Les Républicains et du Parti socialiste.                              |
| 11 juin       | Porto Rico (États-Unis) | Référendum sur le statut | Cinquième référendum sur le statut de Porto Rico. La population est amenée à choisir entre le statu quo, l'accès au statut d'État américain ou la libre association/indépendance. Si une majorité relative de votants choisissait cette dernière double option, un second référendum était prévu le 8 octobre pour les départager. Indépendamment du résultat, le référendum demeure non contraignant. | Le statut d'État américain remporte une écrasante majorité des suffrages avec 97 % des votants ayant choisi cette option. La participation est néanmoins très faible, avec moins de 24 % des inscrits ayant voté, à la suite d'un appel au boycott du scrutin par une partie de la classe politique portoricaine. |
| 11 juin       | Kosovo                  | Législatives             | Élections anticipées à la suite d'une motion de censure à l'encontre du gouvernement du Premier ministre Isa Mustafa. | Parlement sans majorité. La coalition de centre-droit menée par le Parti démocratique (social-libéral, pro-européen), parti du président et ancien chef de guerre Hashim Thaçi, remporte une majorité relative avec trente-neuf sièges sur cent-vingt. Le parti Autodétermination (centre-gauche) obtient trente sièges, de même que la coalition gouvernementale sortante de centre-droit menée par la Ligue démocratique (conservatrice sur le plan social, libérale en économie). En attente de la formation d'un gouvernement. |
| 25 juin       | Albanie                 | Législatives             | | Le Parti socialiste (centre-gauche, pro-européen) conserve la majorité absolue des sièges. |
| 26 juin       | Mongolie                | Présidentielle           | 1er tour. Le président Tsakhiagiyn Elbegdorj (Parti démocrate) ne se représente pas. | Ballotage. Pour la première fois dans le pays, un deuxième tour est nécessaire pour départager les deux candidats arrivés en tête, aucun n'ayant remporté la majorité absolue au premier tour. Khaltmaagiyn Battulga (Parti démocrate : centre-droit social-libéral) et Miyeegombyn Enkhbold (Parti du peuple : centre-gauche) se qualifient avec respectivement 38,1 et 30,3 % des voix. Sainkhüügiin Ganbaatar (Parti révolutionnaire du peuple : socialiste) est éliminé avec 30,2 %.                                           |

### Juillet
| Date                 | Pays                                | Élections      | Contexte | Résultats |
| -------------------- | ----------------------------------- | -------------- | --- | --- |
| 3-6 juillet          | Vanuatu                             | Présidentielle | Scrutin indirect. Élection anticipée à la suite du décès du président Baldwin Lonsdale. | Tallis Obed Moses est élu au quatrième tour de scrutin. |
| 7 juillet            | Mongolie                            | Présidentielle | 2d tour | Khaltmaagiyn Battulga du Parti démocrate (centre-droit social-libéral) l'emporte au second tour avec 50,61 % des suffrages face à Miyeegombyn Enkhbold (Parti du peuple : centre-gauche). L'élection manque de peu d'être annulée selon la loi électorale mongole qui prend en compte les votes blancs, Battulga n'obtenant la majorité qu'avec moins de 8 000 voix. |
| 24 juin au 8 juillet | Papouasie-Nouvelle-Guinée           | Législatives   | Les élections sont entachées de nombreux incidents et dysfonctionnements, dont des listes électorales n'ayant pas été mises à jour depuis cinq ans. Quatre personnes, dont deux policiers, meurent lors de violences post-électorales. | Le parti Congrès national populaire perd la majorité absolue des sièges, mais conserve la majorité relative. Peter O'Neill (CNP) demeure Premier ministre. |
| 16 juillet           | Venezuela                           | Référendum     | Le référendum, non officiel, est organisé par l'opposition et porte sur le refus de la tenue à la fin du mois de l'élection d'une assemblée constituante, dans le cadre de la crise politique au Venezuela. | Le scrutin se déroule dans le calme. La quasi-totalité des 36 % de Vénézuéliens participant au vote soutient les trois propositions de l'opposition. |
| 17 juillet           | Inde                                | Présidentielle | Élection indirecte par un collège électoral. | Ram Nath Kovind, le candidat soutenu par la coalition gouvernementale (droite), est élu en obtenant 65,48 % des voix du collège électoral. |
| 18 juillet           | Bermudes (Royaume-Uni)              | Législatives   | Territoire autonome du Royaume-Uni. | Alternance. Le Parti travailliste progressiste (centre-gauche), jusqu'alors dans l'opposition, obtient 58,89 % des voix et remporte la majorité absolue à la chambre avec 24 sièges sur 36. David Burt devient le plus jeune Premier ministre des Bermudes |
| 19 juillet           | Haut-Karabagh (Arménie/Azerbaïdjan) | Présidentielle | Depuis son indépendance unilatérale de l'Azerbaïdjan en 1991, le Haut-Karabagh n'est pas reconnu par la communauté internationale. À la suite du référendum de février, l'élection a exceptionnellement lieu au scrutin indirect par le parlement. | Le président en exercice Bako Sahakian (sans étiquette), grand favori de ce scrutin, est reconduit dans ses fonctions par le Parlement par 28 voix sur 32. |
| 22 juillet           | Timor oriental                      | Législatives   | | Parlement sans majorité. Le Fretilin (gauche) arrive en tête avec près de 30 % des voix et 23 sièges sur 65. |
| 26 juillet           | Sainte-Hélène (Royaume-Uni)         | Législatives   | Territoire autonome du Royaume-Uni. | Douze candidats indépendants dont sept sortants sont élus au conseil législatif. |
| 16 et 30 juillet     | République du Congo                 | Législatives   | La situation sécuritaire dans le département du Pool provoque l'annulation des scrutins dans neuf circonscriptions sur cent cinquante et une. | Le Parti du travail (gauche) conserve sa large majorité des sièges. |
| 30 juillet           | Sénégal                             | Législatives   | | La coalition présidentielle Unis par l'espoir (alliance de libéraux et de sociaux-démocrates), du président Macky Sall, conserve la majorité absolue des sièges avec 125 sièges sur 165, dont 14 des 15 sièges nouvellement attribués à la diaspora sénégalaise. |
| 30 juillet           | Venezuela                           | Constituantes  | Élection d'une assemblée constituante, qui doit coexister avec l'Assemblée nationale élue en 2015. Les deux tiers des membres sont élus au suffrage universel direct, et le tiers restant par des groupes sociaux (syndicats, retraités, étudiants...), répartis par quotas. L'opposition appelle au boycott du scrutin. La campagne est caractérisée par d'importantes manifestations et des violences. | L'opposition ayant refusé de participer, le Parti socialiste unifié (gauche) et ses alliés remportent tous les sièges. Le 18 août, l'Assemblée constituante s'arroge les pouvoirs législatifs de l'Assemblée nationale, où siègent une majorité de députés d'opposition. La direction de cette dernière déclare ne pas reconnaître l'Assemblée constituante.         |

### Août
| Date    | Pays                | Élections                      | Contexte | Résultats |
| ------- | ------------------- | ------------------------------ | --- | --- |
| 4 août  | Rwanda              | Présidentielle                 | Le Rwanda n'est généralement pas considéré comme une démocratie. L'opposition et les médias ne peuvent pas fonctionner librement. Pour la première fois de l'histoire du pays, une candidature d'opposition est toutefois tolérée. | Paul Kagame (Front patriotique : populiste, hétéroclite), qui dirige le Rwanda depuis 1994, est réélu avec 98,7 % des voix, face à deux autres candidats. |
| 5 août  | Mauritanie          | Référendum                     | Le projet de modification de la constitution porte notamment sur la régionalisation du pays, la suppression du Sénat et la modification du drapeau et de l'hymne national.                                                         | La proposition de modification des institutions est approuvée par 85,7 % des votants, et celle de modification des symboles nationaux par 85,6 %. |
| 8 août  | Kenya               | Parlementaires                 | Élection du président, des gouverneurs, du Sénat et de l'Assemblée nationale. | Le président de la République Uhuru Kenyatta (Parti du jubilé : conservateur) est initialement déclaré réélu avec 54,3 % des voix face à sept autres candidats, dont notamment Raila Odinga (Super alliance nationale : alliance de partis d'opposition sociaux-démocrates et libéraux), qui obtient 44,8 % des voix. Après l'annonce des résultats, au moins vingt-quatre personnes sont tuées lors d'affrontements entre des partisans de l'opposition et la police anti-émeutes. Le 1er septembre, la Cour suprême annule les résultats de l'élection présidentielle, en raison d'irrégularités, et ordonne la tenue d'une nouvelle élection avant la fin octobre. Pour ce qui est des législatives, le Parti du jubilé perd de peu sa majorité absolue des sièges à l'Assemblée nationale, où il conserve la majorité relative, et conserve de justesse la majorité absolue au Sénat. |
| 23 août | Angola              | Législatives et présidentielle | Le président de la République sera élu par l'Assemblée nationale issue de ces élections. José dos Santos (MPLA), à la tête de l'État depuis 1979, ne se représente pas.                                                            | Le Mouvement populaire de libération de l'Angola (gauche), au pouvoir depuis 1980, l'emporte avec plus de 60 % des voix et 150 sièges sur 223, en baisse néanmoins de 25 sièges par rapport à 2012. |
| 31 août | République du Congo | Sénatoriales                   | Scrutin indirect par les conseillers municipaux et départementaux | Le Parti du travail (gauche) conserve sa large majorité en remportant 44 sièges sur 66, onze autres revenant à des indépendants proches ou à des alliés, l'opposition n'en décrochant que deux. |

Proposition de nouveau drapeau mauritanien, adopté par référendum le 5 août.

### Septembre
| Date         | Pays                     | Élections                  | Contexte | Résultats |
| ------------ | ------------------------ | -------------------------- | --- | --- |
| 11 septembre | Norvège                  | Législatives               | | La coalition « bloc bourgeois » (centre-droit et droite : conservateurs et libéraux) conserve la majorité absolue des sièges. Erna Solberg (Parti conservateur : centre-droit) demeure Première ministre. |
| 13 septembre | Singapour                | Présidentielle             | Le président de la République a peu de pouvoirs, le pouvoir exécutif étant exercé essentiellement par le premier ministre. Les candidats à la présidence ne peuvent être membres d'aucun parti politique, bien qu'ils puissent être soutenus par des partis. En application d'une réforme introduite en 2016 pour garantir que des représentants de différentes communautés ethniques puissent se succéder à la tête de l'État, seuls des membres de la communauté malaise sont autorisés à présenter leur candidature pour l'élection de 2017. | L'élection devait se tenir le 23 septembre, mais le Département des élections n'a validé qu'une seule candidature - celle de la présidente du Parlement sortante, Halimah Yacob (Parti d'action populaire : droite). Celle-ci démissionne du parti, et est déclarée présidente de la République le 13 septembre, sans élection. |
| 17 septembre | Macao (Chine)            | Législatives               | Région administrative spéciale de Chine. | Les partis pro-Pékin remportent neuf sièges sur les quatorze soumis au scrutin direct. |
| 22 septembre | Aruba (Pays-Bas)         | Législatives               | État constitutif du royaume des Pays-Bas. | Le Parti populaire arubais (AVP) perd la majorité absolue des sièges et devrait se retrouver dans l'opposition. En attente de formation d'un gouvernement. |
| 22 septembre | Rojava (Syrie)           | Communales                 | Le Rojava est une partie du territoire syrien de facto autonome se réclamant du confédéralisme démocratique | |
| 23 septembre | Nouvelle-Zélande         | Législatives               | | Parlement sans majorité. Alternance. Le Parti national de Nouvelle-Zélande (centre-droit) conserve la majorité relative des sièges, manquant une nouvelle fois de peu la majorité absolue. Le Parti travailliste néo-zélandais (centre-gauche), arrivé deuxième, parvient à former un gouvernement de coalition avec le parti Nouvelle-Zélande d'abord (centriste, populiste) et le Parti vert d'Aotearoa Nouvelle-Zélande (gauche écologiste). La travailliste Jacinda Ardern devient Première ministre, la plus jeune de l'histoire du pays. |
| 24 septembre | France                   | Sénatoriales               | Renouvellement au scrutin indirect de la moitié des sénateurs. | |
| 24 septembre | Allemagne                | Législatives               | | Parlement sans majorité. Le groupe CDU/CSU (centre-droit) connait son pire résultat depuis 1949 mais conserve la majorité relative des sièges. Le Parti social-démocrate (SPD ; centre-gauche), deuxième, connaît son pire résultat depuis la Seconde Guerre mondiale. Le parti Alternative pour l'Allemagne (droite à extrême-droite, populiste et eurosceptique) fait son entrée au Bundestag, à la troisième place. Après une tentative infructueuse pour former un gouvernement noir-jaune-vert (conservateur, libéral et écologiste), Angela Markel (CDU) demeure chancelière pour un quatrième mandat, parvenant à former une nouvelle « grande coalition » avec le SPD. |
| 24 septembre | Suisse                   | Référendum                 | Trois objets sont soumis à la votation. | Le référendum portant sur la sécurité alimentaire est approuvé à 78,7 %, tandis que ceux sur le financement de l'AVS et sur une réforme du système des retraites sont rejetés, le premier de justesse et le second à 52,7 % des voix. (Résultats préliminaires) |
| 24 septembre | Slovénie                 | Référendum                 | Référendum d'initiative populaire à l'encontre d'un projet de loi sur la construction d'une voie ferrée de plusieurs centaines de millions d'euros. | Le projet est approuvé à 53,46 % et le référendum validé, le quorum de participation ayant été atteint de justesse avec un peu plus de 20 % des inscrits s'étant rendus aux urnes. |
| 25 septembre | Kurdistan irakien (Irak) | Référendum sur l'indépend. | Reporté depuis 2015, le référendum porte sur l'indépendance du Kurdistan irakien, une région fédérale autonome d’Irak, mais n'est pas reconnu par le gouvernement irakien. | La proposition est approuvée par une très large majorité des votants. Le parlement irakien réagit en votant l'envoi d'une force militaire dans la région pour rétablir l'autorité du gouvernement central. |

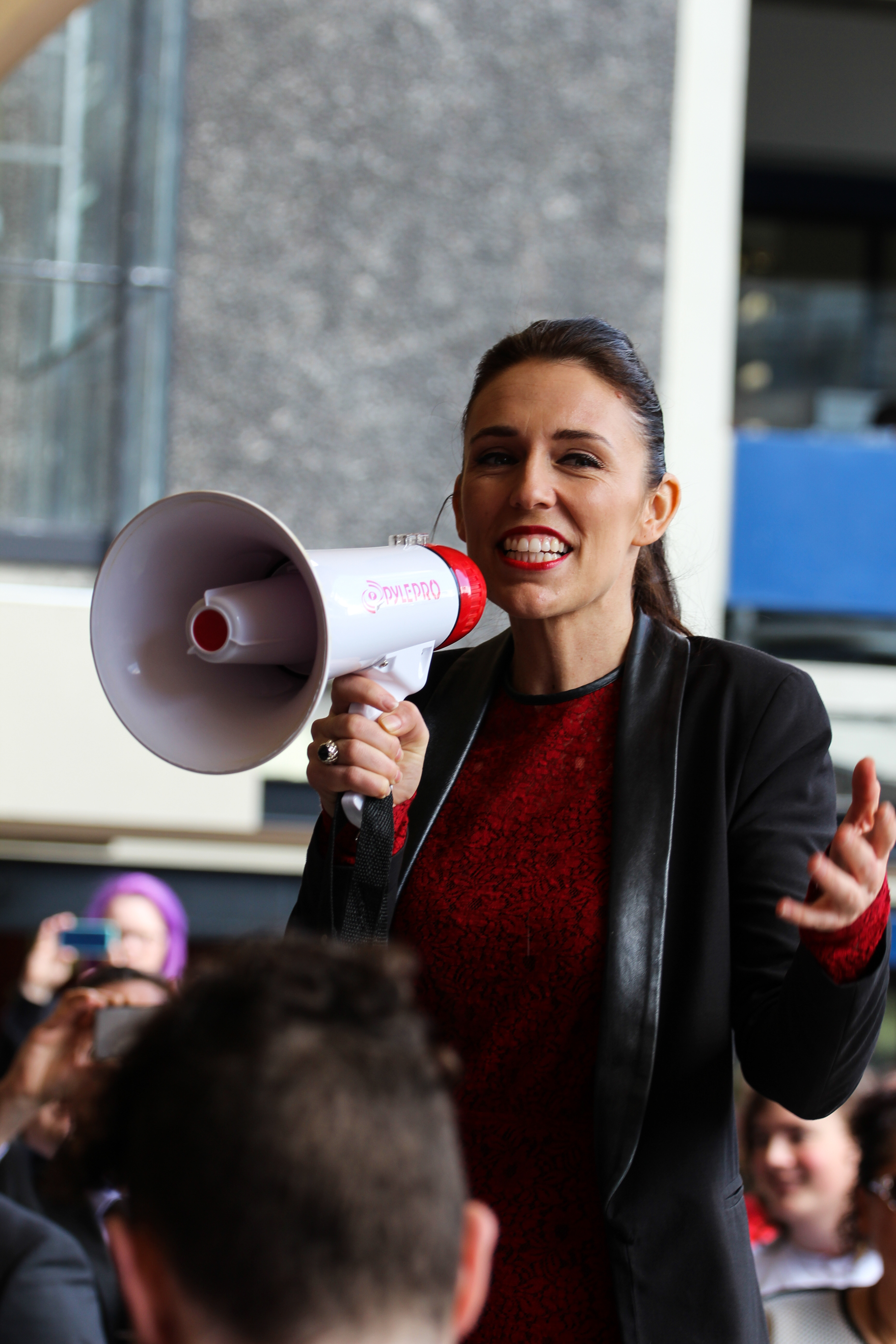
Jacinda Ardern, cheffe de l'opposition travailliste, en campagne pour les élections législatives néo-zélandaises de septembre 2017.

### Octobre
| Date        | Pays                   | Élections                      | Contexte | Résultats |
| ----------- | ---------------------- | ------------------------------ | --- | --- |
| 1er octobre | Catalogne (Espagne)    | Référendum sur l'indépendance  | La Catalogne est une région de l'Espagne, qui ne reconnait pas la légitimité du référendum. Le jour du scrutin, la police tente de fermer les bureaux de vote et de saisir les bulletins, sur ordre des autorités nationales. De nombreux votes ne sont ainsi pas comptabilisés, ayant été saisis et détruits par la police. | Les autorités catalanes annoncent que le « oui » à l'indépendance a recueilli 90,2 % des suffrages exprimés, avec un taux de participation de 42,4 %. Le président de la région de Catalogne, Carles Puigdemont, en déclare l'indépendance, tout en la suspendant et en exprimant le souhait de négociations avec le gouvernement espagnol. Le 27 octobre, le Parlement de Catalogne déclare formellement l'indépendance de la communauté et l'instauration d'une république. Celle-ci n'est pas reconnue par la communauté internationale et, le même jour, le Sénat espagnol démet le gouvernement catalan et suspend l'autonomie du territoire.                                                           |
| 1er octobre | Portugal               | Municipales (pt)               | | Le scrutin est marqué par une large victoire des listes du Parti socialiste au pouvoir. |
| 10 octobre  | Liberia                | Législatives et présidentielle | Élection du président de la République (1er tour) et de la Chambre des représentants (tour unique). La présidente Ellen Johnson Sirleaf (Parti de l'unité : centre-droit, libéral en économie) ne se représente pas, ayant effectué les deux mandats que lui permet la constitution.                                         | Parlement sans majorité. La coalition d'opposition du Congrès pour le changement démocratique (conservateur) et de ses alliés, dont le Parti national patriotique (extrême-droite), terminent en tête avec moins d'un tiers des sièges, devançant à peine le Parti de l'unité (libéral). Le second tour de l'élection présidentielle a lieu le 7 novembre. |
| 15 octobre  | Autriche               | Législatives                   | Élections anticipées. | Parlement sans majorité. Le Parti populaire (ÖVP, centre-droit) obtient la majorité relative des sièges. Sebastian Kurz, figure de l'aile droite de l'ÖVP, devient chancelier, formant un gouvernement de coalition avec le Parti de la liberté (FPÖ, extrême-droite). Ce dernier obtient notamment les ministères de la Défense et de l'Intérieur. À 31 ans, Sebastian Kurz devient le plus jeune chef de gouvernement en exercice. |
| 15 octobre  | Basse-Saxe (Allemagne) | Régionales                     | Land allemand. | Victoire du Parti social-démocrate d'Allemagne. |
| 15 octobre  | Kirghizistan           | Présidentielle                 | La constitution interdit à un président sortant de se représenter. Le président Almazbek Atambaïev (Parti social-démocrate) n'est donc pas candidat. | Sooronbaï Jeenbekov (Parti social-démocrate : centre-gauche) est élu dès le premier tour, avec environ 54,74 % des voix. |
| 15 octobre  | Venezuela              | Gouvernorales                  | | Les élections sont remportées par le Grand Pôle patriotique Simón Bolívar du président Nicolás Maduro. |
| 20 octobre  | Tchéquie               | Législatives                   | | Parlement sans majorité. Le parti ANO 2011 (centre-droit populiste et libéral), membre du gouvernement de coalition sortant, obtient la majorité relative avec près de 40 % des sièges. Son partenaire de coalition, le Parti social-démocrate (centre-gauche) du Premier ministre sortant Bohuslav Sobotka, perd la grande majorité de ses sièges et chute de la première à la cinquième place. Après plusieurs mois de négociation, dont une tentative de formation d'un gouvernement minoritaire composé du seul ANO et censurée par la chambre, Babis forme fin mai 2018 une coalition avec le Parti social-démocrate tchèque et le soutien sans participation du Parti communiste de Bohême et Moravie. |
| 22 octobre  | Argentine              | Parlementaires                 | Renouvellement de la moitié de la Chambre des députés, et d'un tiers du Sénat. | Parlement sans majorité. L'alliance Changement, qui soutient le président Mauricio Macri et qui regroupe entre autres l'Unión - Pro (centre-droit conservateur et libéral) et l'Union civique radicale (social-libérale) obtient la majorité relative des sièges à la Chambre des députés. Au Sénat, le Parti justicialiste (péroniste, social-libéral) perd sa majorité absolue des sièges, et obtient le même nombre de sièges que l'alliance Changement : vingt-huit sur soixante-douze. |
| 22 octobre  | Lombardie (Italie)     | Référendum sur l'autonomie     | Le référendum porte sur une autonomie accrue de la région italienne de Lombardie | Le oui l'emporte à plus de 96 %. Le résultat est non contraignant pour le gouvernement italien. |
| 22 octobre  | Vénétie (Italie)       | Référendum sur l'autonomie     | Le référendum porte sur une autonomie accrue de la région italienne de Vénétie | Le oui l'emporte à plus de 98 %. Le résultat est non contraignant pour le gouvernement italien. |
| 22 octobre  | Japon                  | Législatives                   | Élections anticipées. | Le Parti libéral-démocrate (droite national-conservatrice, libéral en économie) conserve la majorité absolue des sièges. Shinzō Abe demeure premier ministre. |
| 22 octobre  | Slovénie               | Présidentielle                 | Le président sortant, Borut Pahor est candidat à sa réélection. | Borut Pahor manque de peu de se faire réélire dès le premier tour, avec plus de 47 % des voix, loin devant Marjan Šarec, arrivé en seconde place avec 25 % des voix. Un second tour est donc nécessaire en novembre. |
| 26 octobre  | Kenya                  | Présidentielle                 | Nouvelle élection à la suite de l'annulation de la présidentielle du 8 août dernier par la Cour suprême. Affirmant douter de la bonne tenue du scrutin, le principal candidat d'opposition, Raila Odinga, appelle ses partisans au boycott. Au moins six personnes meurent lors de violences durant ou juste après le vote.  | Les partisans de l'opposition ayant massivement boycotté le scrutin (dont le taux de participation n'atteint que 42,4 %), le président Uhuru Kenyatta (Parti du jubilé : droite) est réélu avec 98,3 % des suffrages. |
| 28 octobre  | Islande                | Législatives                   | Élections anticipées. À la suite de la protection fournie à un homme condamné pour pédophile par le père du Premier ministre Bjarni Benediktsson (Parti de l'indépendance), ce dernier est accusé de tentative d'étouffement de l'affaire, provoquant la chute du gouvernement le 16 septembre.                              | Parlement sans majorité. Le Parti de l'indépendance (droite libéral-conservatrice et eurosceptique) conserve une majorité relative amoindrie des sièges. Le Mouvement des verts et de gauche (écosocialiste) conserve la deuxième place. Le président Guðni Jóhannesson invite le Mouvement des verts et de gauche à former un gouvernement, ce parti étant en mesure de constituer une coalition majoritaire avec le Parti du progrès (centre-droit libéral et agrarien), l'Alliance (centre-gauche), et le Parti pirate. |

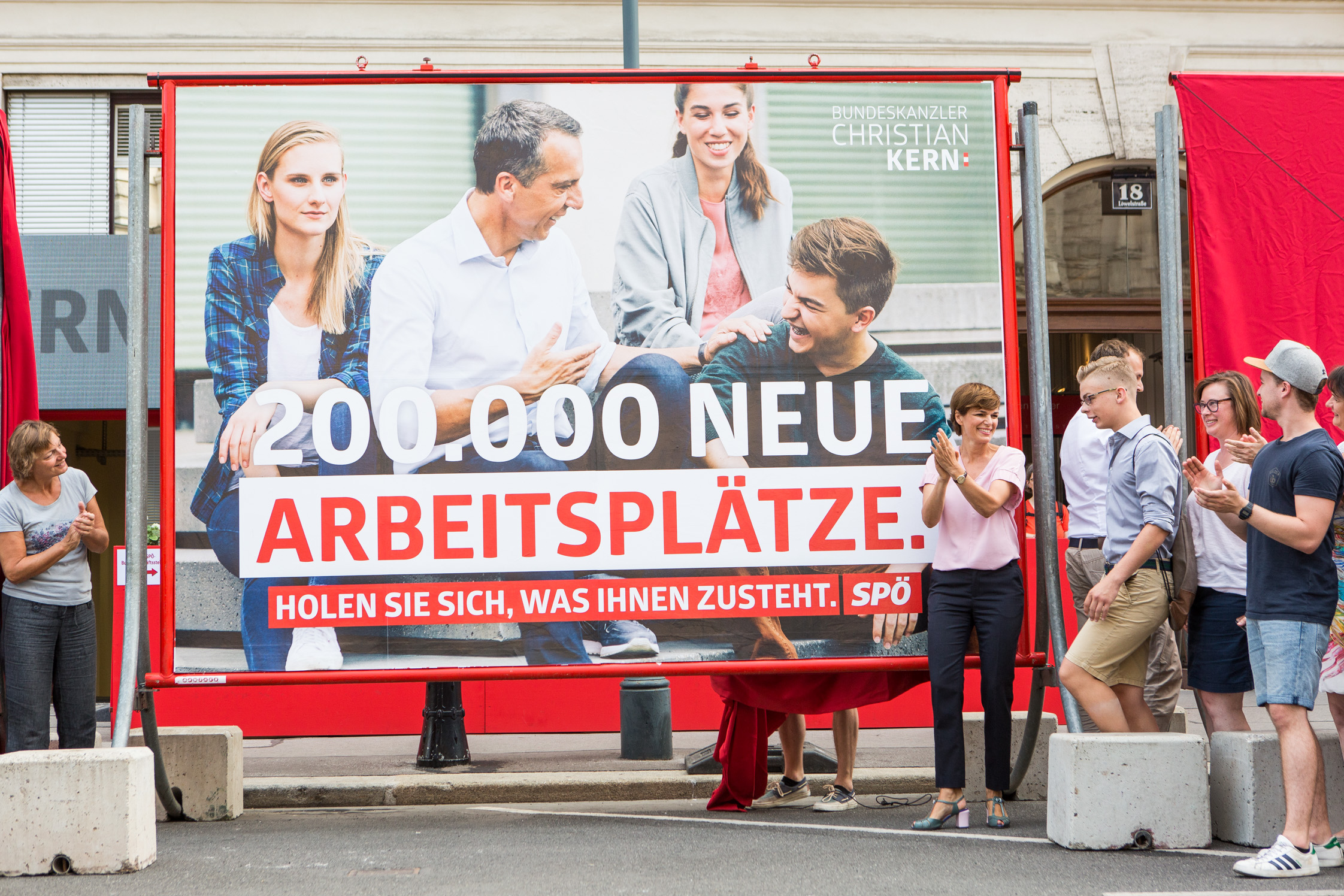
Affiche de campagne du Parti social-démocrate (SPÖ) pour les élections législatives autrichiennes.
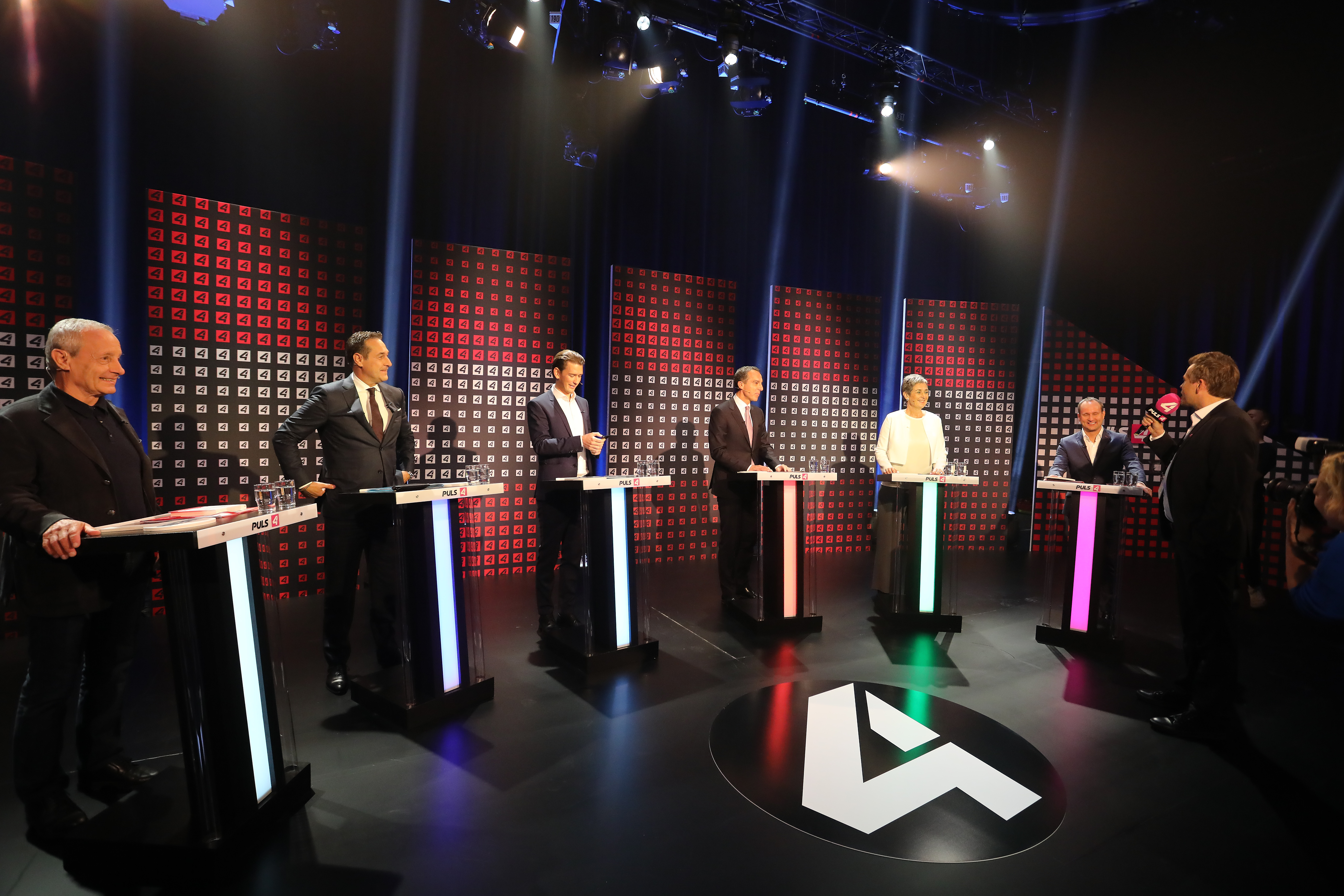
Débat entre les six principaux chefs de partis en amont des élections législatives autrichiennes.
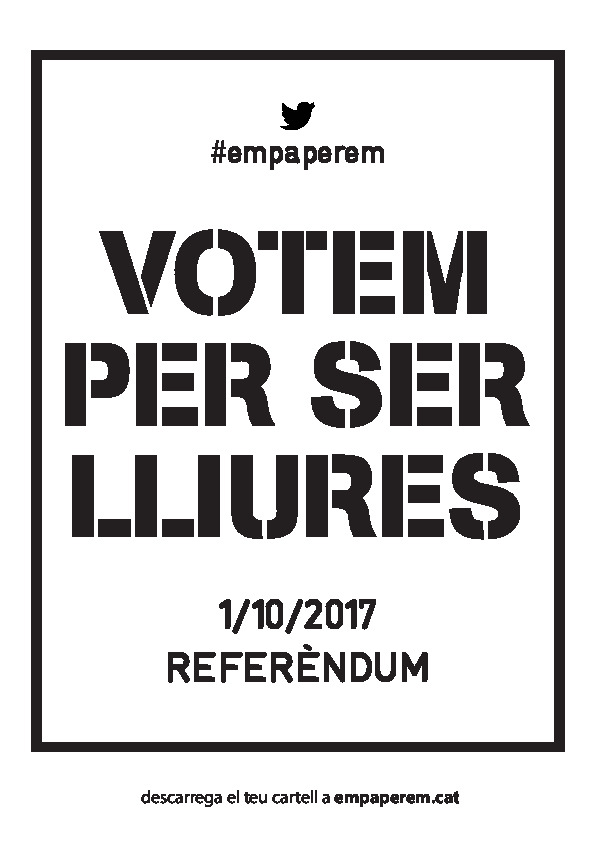
Affiche appelant à voter en Catalogne.
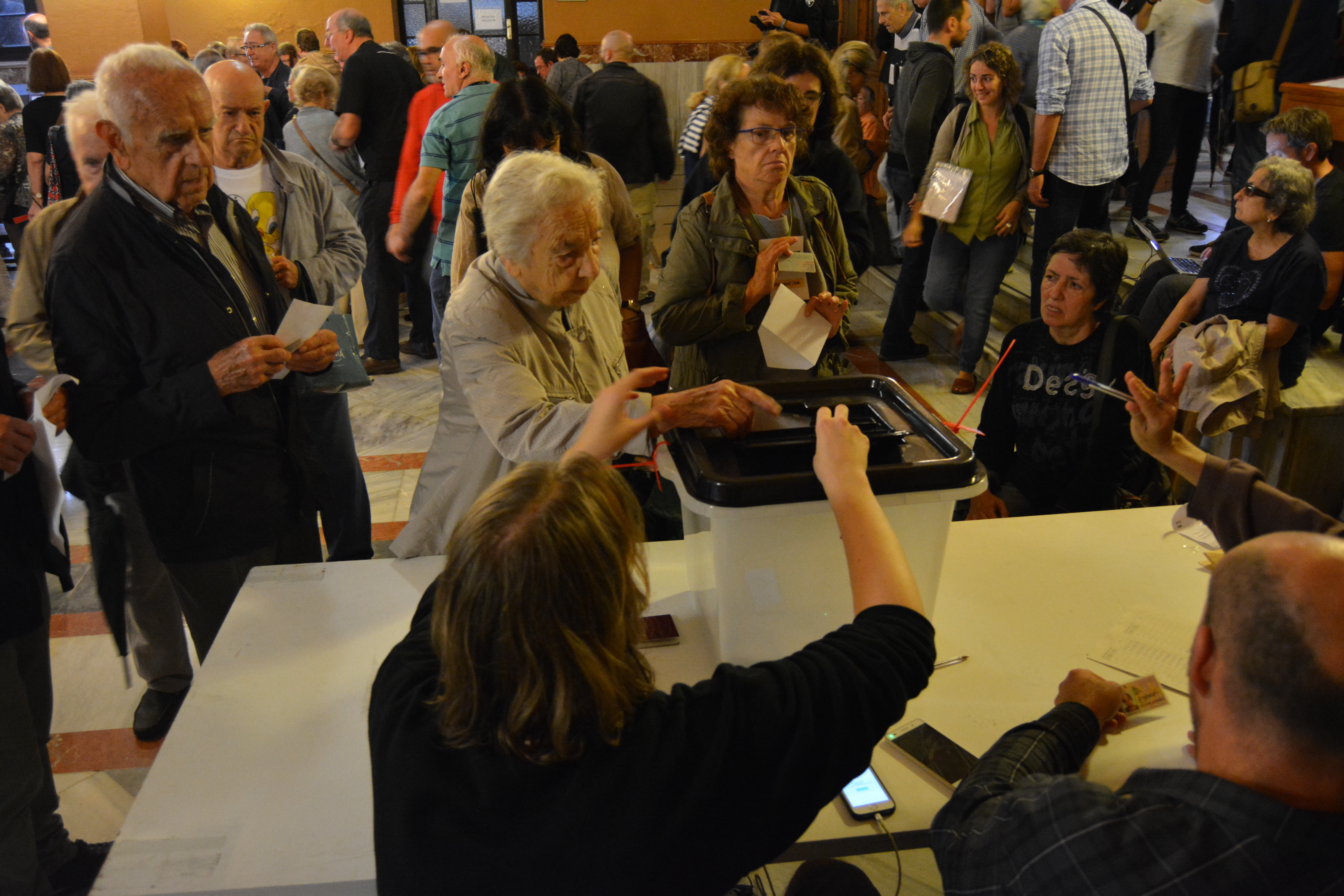
Vote massif de la population durant le référendum en Catalogne non reconnu par l'État.

### Novembre
| Date                       | Pays                    | Élections                                   | Contexte | Résultats |
| -------------------------- | ----------------------- | ------------------------------------------- | --- | --- |
| 5 novembre                 | Sicile (Italie)         | Régionales                                  | La Sicile est une région italienne à statut spécial. | Victoire de la Coalition de centre-droit menée par Nello Musumeci. |
| 12 septembre au 7 novembre | Australie               | Référendum                                  | Les électeurs sont amenés à se prononcer par voie postale sur la légalisation du mariage homosexuel. | Les Australiens s'expriment à 61,6 % en faveur de la légalisation, avec un taux de participation de 79,5 %. Le Parlement légalise le mariage homosexuel le 9 décembre. |
| 9 novembre                 | Malouines (Royaume-Uni) | Législatives                                | Territoire autonome du Royaume-Uni. Il n'existe pas de partis politiques aux îles Malouines. Tous les candidats se présentent donc sans étiquette.                                                                                                 | Huit candidats indépendants sont élus, dont trois des quatre conseillers sortants candidats à leur réélection. La participation avoisine les 80 %. En attente des résultats détaillés. |
| 12 novembre                | Slovénie                | Présidentielle                              | 2d tour | Le président Borut Pahor (sans étiquette mais associé aux Sociaux-démocrates : centre-gauche) est réélu avec 52,9 % des voix face à Marjan Šarec (« liste Marjan Šarec »). |
| 12 novembre                | Guinée équatoriale      | Parlementaires                              | Renouvellement de la Chambre des députés et du Sénat. La Guinée équatoriale est un régime autoritaire où l'opposition ne peut fonctionner librement, étant sujette à des restrictions, des actes d'intimidation et des arrestations arbitraires.   | Le Parti démocratique (autoritaire, parti du pouvoir personnel du président Teodoro Obiang) conserve tous les sièges sauf un à la Chambre des députés, et tous les sièges au Sénat. |
| 13 novembre                | Somaliland (Somalie)    | Présidentielle                              | Depuis son indépendance unilatérale de la Somalie en 1991, le Somaliland n'est pas reconnu par la communauté internationale. Le président sortant, Ahmed Mohamed Mohamoud (Parti de la paix, de l'unité et du développement) ne se représente pas. | Muse Bihi Abdi (Parti de la paix, de l'unité et du développement : centre-gauche) est élu avec 55,1 % des voix face à deux autres candidats au cours d'une élection saluée par les observateurs internationaux. |
| 16 novembre                | Tonga                   | Législatives                                | Élections anticipées. Le roi Tupou VI a dissous l'Assemblée et limogé le Premier ministre ʻAkilisi Pohiva (Parti démocrate), entraînant la tenue d'élections un an avant l'échéance prévue.                                                        | Le Parti démocrate, qui disposait d'une majorité relative des sièges, remporte cette fois la majorité absolue. ʻAkilisi Pohiva demeure Premier ministre. |
| 19 novembre                | Chili                   | Législatives et présidentielle              | Renouvellement de la Chambre des députés, et de la moitié du Sénat. Premier tour de la présidentielle. | Parlement sans majorité. L'alliance Chili Allons, coalition de partis d'opposition de centre-droit et de droite, obtient la majorité relative des sièges dans les deux chambres. Sebastián Piñera (droite) et Alejandro Guillier (gauche) se qualifient pour le second tour de la présidentielle, aucun candidat n'ayant réuni la majorité absolue des suffrages au premier. |
| 26 novembre                | Honduras                | Présidentielle, législatives et municipales | Élection présidentielle, législatives (Congrès et Parlement centraméricain) et municipales. | Parlement sans majorité. Le Parti national (droite) conserve une majorité relative accrue des sièges. Les résultats provisoires de l'élection présidentielle donnent Juan Orlando Hernández (Parti national) réélu avec 43,0 % des voix, face notamment à Salvador Nasralla (alliance du parti Liberté et refondation, gauche, et du Parti de l'innovation et de l'unité, centre-gauche : 41,4 %). Les opposants estiment ces résultats frauduleux, et manifestent. Le gouvernement décrète l'état d'urgence, et au moins onze personnes sont tuées lors d'affrontements avec les forces de l'ordre. |
| 26 novembre                | Népal                   | Législatives                                | Première phase des législatives, les premières non constituantes depuis 1999. | Voir au 7 décembre. |

### Décembre
| Date             | Pays                | Élections                      | Contexte | Résultats |
| ---------------- | ------------------- | ------------------------------ | --- | --- |
| 1er décembre     | Rojava (Syrie)      | Régionales (en)                | Le Rojava est une partie du territoire syrien de facto autonome se réclamant du confédéralisme démocratique                                                   | |
| 3 décembre       | Cuba                | Municipales (es)               | 2e tour. | |
| 3 et 10 décembre | Corse (France)      | Territoriales                  | Collectivité territoriale française. Élection de l'Assemblée de Corse en vue de la création de la nouvelle Collectivité de Corse au 1er janvier 2018.         | Victoire de la coalition nationaliste Pè a Corsica. |
| 7 décembre       | Népal               | Législatives                   | Deuxième phase des législatives, les premières non constituantes depuis 1999.                                                                                 | L'alliance du Parti communiste du Népal (marxiste-léniniste unifié) (centre-gauche, malgré son nom) et du Parti communiste unifié du Népal (maoïste) (extrême-gauche) remporte la majorité absolue des sièges. Le Congrès népalais (centre-gauche) du Premier ministre sortant Sher Bahadur Deuba est nettement distancé. Khadga Prasad Oli (PCM-LU) devient Premier ministre le 15 février de l'année suivante. |
| 10 décembre      | Venezuela           | Municipales                    | | |
| 17 décembre      | Chili               | Présidentielle                 | 2d tour. | Alternance. Sebastián Piñera (coalition Vamos Chile : droite), anciennement président de 2010 à 2014, est élu avec 54,6 % des voix face à Alejandro Guillier (Nouvelle Majorité : alliance de partis de gauche et du centre), candidat du gouvernement sortant. |
| 21 décembre      | Catalogne (Espagne) | Régionales                     | Élections anticipées après la dissolution par le gouvernement espagnol du Parlement de Catalogne, consécutive à la Déclaration d'indépendance par ce dernier. | Les partis indépendantistes (JuntsxCat, ERC-CatSí et CUP) conservent la majorité absolue des sièges. Le parti Ciudadanos, arrive cependant en tête du suffrage avec 25% des voix. |
| 26 décembre      | Liberia             | Législatives et Présidentielle | 2d tour. Prévu initialement le 7 novembre, il est reporté la veille par la Cour suprême à la suite de plusieurs recours.                                      | Alternance. George Weah (Congrès pour le changement démocratique : attrape-tout) est élu face à Joseph Boakai (Parti de l'unité : centre-droit libéral), le candidat du gouvernement sortant. |